# Classica di San Sebastián 2000
La Classica di San Sebastián 2000, ventesima edizione della corsa e valevole come prova della Coppa del mondo 2000, si svolse il 12 agosto 2000, per un percorso totale di 232 km. Fu vinta dall'olandese Erik Dekker, al traguardo con il tempo di 5h16'01" alla media di 44,048 km/h.
Partenza a San Sebastián con 195 corridori di cui 160 portarono a termine il percorso.

## Squadre partecipanti
| N.      | Cod. | Squadra                          |
| ------- | ---- | -------------------------------- |
| 1-8     | VIN  | Vini Caldirola-Sidermec          |
| 11-18   | MAP  | Mapei-Quick Step                 |
| 21-28   | USP  | US Postal Service                |
| 31-38   | TEL  | Team Deutsche Telekom            |
| 41-48   | ONC  | ONCE-Deutsche Bank               |
| 51-58   | BAN  | Banesto                          |
| 61-68   | KEL  | Kelme-Costa Blanca               |
| 71-78   | FES  | Festina                          |
| 81-88   | MER  | Mercatone Uno-Albacom            |
| 91-98   | RAB  | Rabobank                         |
| 101-108 | SAE  | Saeco-Valli & Valli              |
| 111-118 | PLT  | Team Polti                       |
| 121-128 | VIT  | Vitalicio Seguros-Grupo Generali |

| N.      | Cod. | Squadra                          |
| ------- | ---- | -------------------------------- |
| 131-138 | COF  | Cofidis, le Crédit par Téléphone |
| 141-148 | LOT  | Lotto-Adecco                     |
| 151-158 | LAM  | Lampre-Daikin                    |
| 161-168 | A2R  | AG2R Prévoyance                  |
| 171-178 | FDJ  | La Française des Jeux            |
| 181-188 | FAS  | Fassa Bortolo                    |
| 191-198 | LIQ  | Liquigas-Pata                    |
| 201-208 | FAR  | Farm Frites                      |
| 211-218 | MCJ  | Memory Card-Jack & Jones         |
| 221-228 | EUS  | Euskaltel-Euskadi                |
| 231-238 | JAZ  | Jazztel-Costa de Almeria         |
| 241-248 | REL  | Relax-Fuenlabrada                |

## Ordine d'arrivo (Top 10)
| Pos. | Corridore               | Squadra        | Tempo    |
| ---- | ----------------------- | -------------- | -------- |
| 1    | Erik Dekker             | Rabobank       | 5h16'01" |
| 2    | Andrej Čmil             | Lotto-Adecco   | a 4"     |
| 3    | Romāns Vainšteins       | Vini Caldirola | s.t.     |
| 4    | Paolo Bettini           | Mapei          | s.t.     |
| 5    | Óscar Freire            | Mapei          | s.t.     |
| 6    | David Cañada            | ONCE           | s.t.     |
| 7    | Davide Rebellin         | Liquigas-Pata  | s.t.     |
| 8    | Andrej Kivilëv          | AG2R Prév.     | s.t.     |
| 9    | M. A. Martin Perdiguero | Vitalicio Seg. | s.t.     |
| 10   | Peter Farazijn          | Cofidis        | s.t.     |